# Natação no Campeonato Europeu de Esportes Aquáticos de 2014 - 4x100 m livre masculino
A prova do revezamento 4x100 metros livre masculino da natação no Campeonato Europeu de Esportes Aquáticos de 2014 ocorreu no dia 18 de agosto em Berlim, na Alemanha. 

## Calendário
| Fase          | Data         | Hora  |
| ------------- | ------------ | ----- |
| Eliminatórias | 18 de agosto | 11:35 |
| Final         | 18 de agosto | 19:22 |

Todos os horários estão no horário local (UTC+1)

## Recordes
Antes desta competição, os recordes eram os seguintes:
| Recorde mundial       | Estados Unidos | 3:08.24 | Pequim    | 11 de agosto de 2008 |
| Recorde europeu       | França         | 3:08.32 | Pequim    | 11 de agosto de 2008 |
| Recorde do campeonato | Rússia         | 3:12.46 | Budapeste | 9 de agosto de 2010  |

Os seguintes novos recordes foram estabelecidos durante esta competição. 
| Data         | Prova | Nadadores                                                                           | Nacionalidade | Tempo   | Recordes              |
| ------------ | ----- | ----------------------------------------------------------------------------------- | ------------- | ------- | --------------------- |
| 18 de agosto | Final | Mehdy Metella (48.69) Fabien Gilot (47.85) Florent Manaudou (47.54) Jeremy Stravius | França        | 3:11.64 | Recorde do campeonato |

## Medalhistas
| Ouro                                                                       | Prata                                                                               | Bronze                                                             |
| França · Mehdy Metella · Fabien Gilot · Florent Manaudou · Jérémy Stravius | Rússia · Andrey Grechin · Nikita Lobintsev · Alexandr Sukhorukov · Vladimir Morozov | Itália · Luca Dotto · Marco Orsi · Luca Leonardi · Filippo Magnini |

## Resultados

### Eliminatórias
Esses foram os resultados das eliminatórias. 
| Pos. | Bateria | Raia | Nacionalidade | Nadadores | Tempo   | Notas |
| ---- | ------- | ---- | ------------- | --- | ------- | ----- |
| 1    | 2       | 8    | Rússia        | Andrey Grechin (48.25) Sergey Fesikov (48.52) Oleg Tikhobaev (48.97) Nikita Lobintsev (48.43)                 | 3:14.17 | Q     |
| 2    | 1       | 8    | Itália        | Luca Dotto (48.55) Marco Belotti (49.50) Luca Leonardi (47.80) Marco Orsi (48.53)                             | 3:14.38 | Q     |
| 3    | 1       | 1    | Polónia       | Konrad Czerniak (48.43) Sebastian Sczcepanski (49.65) Kacper Majchrzak (48.99) Pawel Korzeniowski (48.71)     | 3:15.78 | Q     |
| 4    | 2       | 3    | França        | Mehdy Metella (49.22) Gregory Mallet (48.91) Clement Mignon (49.46) Fabien Gilot (48.65)                      | 3:16.24 | Q     |
| 5    | 2       | 2    | Bélgica       | Jasper Aerents (49.60) Emmanuel Vanluchene (49.38) Glenn Surgeloose (48.96) Pieter Timmers (48.57)            | 3:16.51 | Q     |
| 6    | 1       | 2    | Espanha       | Markel Alberti (49.25) Bruno Ortiz-Cavanate (49.06) Miguel Ortiz-Cavanate (49.48) Juan Miguel Rando (49.68)   | 3:17.47 | Q     |
| 7    | 2       | 7    | Israel        | David Gamburg (50.32) Tom Kremer (49.41) Nimrod Shapira (49.72) Alexi Konovalov (49.50)                       | 3:18.95 | Q     |
| 8    | 1       | 6    | Lituânia      | Danas Rapsys (49.73) Simonas Bilis (49.47) Tadas Duskinas (51.01) Mindaugas Sadauskas (49.70)                 | 3:19.91 | Q     |
| 9    | 2       | 5    | Croácia       | Ivan Levaj (50.37) Mario Todorovic (50.57) Niksa Stojkovski (50.32) Mislav Sever (49.31)                      | 3:20.57 |       |
| 10   | 1       | 4    | Suécia        | Oscar Ekstroem (50.92) Alexander Nystroem (49.78) Christoffer Carlsen (49.98) Gustav Aberg Lejdstroem (50.06) | 3:20.74 |       |
| 11   | 2       | 1    | Suíça         | Jean-Baptiste Febo (51.21) David Karasek (50.66) Alexandre Haldemann (50.20) Nico van Duijn (49.94)           | 3:22.01 |       |
| 12   | 2       | 4    | Luxemburgo    | Julian Henx (50.91) Raphael Stacchiotti (50.58) Jean-François Schneiders (51.07) Pit Branderburg (50.53)      | 3:23.09 |       |
| 13   | 2       | 6    | Chéquia       | Pavel Janecek (51.28) Martin Verner (49.53) David Kuncar (51.31) Tomas Havranek (51.00)                       | 3:23.12 |       |
| 14   | 1       | 3    | Turquia       | Doga Celik (50.12) Baskalov Iskender (51.56) Alpkan Ornek (51.86) Doruk Tekin (52.02)                         | 3:25.56 |       |
| —    | 1       | 5    | Roménia       | Marius Radu (49.11) Daniel Macavoi (50.14) Alin Coste (DSQ) Norbert Trandafir                                 |         | DSQ   |
| —    | 1       | 7    | Sérvia        | |         | DNS   |

### Final
Esse foi o resultado da final. 
| Pos.              | Raia | Nacionalidade | Nadadores                                                                                                 | Tempo   | Notas                 |
| ----------------- | ---- | ------------- | --- | ------- | --------------------- |
| Medalha de ouro   | 6    | França        | Mehdy Metella (48.69) Fabien Gilot (47.85) Florent Manaudou (47.54) Jeremy Stravius (47.56)               | 3:11.64 | Recorde do campeonato |
| Medalha de prata  | 4    | Rússia        | Andrey Grechin (48.56) Nikita Lobintsev (48.54) Alexander Sukhorukov (47.58) Vladimir Morozov (47.99)     | 3:12.67 |                       |
| Medalha de bronze | 5    | Itália        | Luca Dotto (48.47) Marco Orsi (48.36) Luca Leonardi (47.69) Filippo Magnini (48.26)                       | 3:12.78 |                       |
| 4                 | 3    | Polónia       | Konrad Czerniak (48.84) Kacper Majchrzak (48.58) Sebastian Szczepanski (49.16) Pawel Korzeniowski (48.52) | 3:15.10 |                       |
| 5                 | 2    | Bélgica       | Emmanuel Vanluchene (49.73) Glenn Surgeloose (49.10) Jasper Aerents (49.62) Pieter Timmers (48.17)        | 3:16.62 |                       |
| 6                 | 1    | Israel        | David Gamburg (50.16) Tom Kremer (49.16) Nimrod Shapira (49.66) Alexi Konovalov (49.45)                   | 3:18.43 |                       |
| 7                 | 8    | Lituânia      | Danas Rapsys (49.99) Simonas Bilis (49.50) Tadas Duskinas (50.44) Mindaugas Sadauskas (49.53)             | 3:19.46 |                       |
| —                 | 7    | Espanha       | Markel Alberti (49.68) Bruno Ortiz-Cañavate (49.21) Miguel Ortiz-Cañavate (49.68) Juan Miguel Rando       |         | DSQ                   |

Legenda
| Recorde mundial       | Recorde mundial (World record)               |                       | Recorde africano                      | Recorde africano (African) |                                           | Q | Classificado por posição (Qualified) |
| Recorde do campeonato | Recorde do campeonato (Championship record)  | Recorde da América    | Recorde da América (Americas)         | q                          | Classificado por melhor tempo (Qualified) |   |                                      |
| Melhor marca do ano   | Melhor marca do ano (World leading)          | Recorde asiático      | Recorde asiático (Asian)              | DNS                        | Não largou (Did not start)                |   |                                      |
| Recorde nacional      | Recorde nacional (National record)           | Recorde europeu       | Recorde europeu (European)            | DNF                        | Não terminou (Did not finish)             |   |                                      |
| Recorde pessoal       | Recorde pessoal do atleta (Personal best)    | Recorde da Oceania    | Recorde da Oceania (Oceania)          | DSQ / DQ                   | Desclassificado (Disqualified)            |   |                                      |
| Recorde da temporada  | Recorde da temporada do atleta (Season best) | Recorde sul-americano | Recorde sul-americano (South America) | NM                         | Sem marca (No mark)                       |   |                                      |